# 弗雷德里克·羅賓遜·科赫
弗雷德里克·羅賓遜·科赫（英語：Frederick Robinson Koch，1933年8月26日—2020年2月12日）是一名收藏家和慈善家。
2020年2月12日病逝，享壽87歲。

## 外部連結
- Daniel Schulman. . Grand Central Publishing.   [2016-12-12]. ISBN 1455518735. （原始内容存档于2019-01-07）.